# Parastasia nigripennis
Parastasia nigripennis är en skalbaggsart som beskrevs av Sharp 1881. Parastasia nigripennis ingår i släktet Parastasia och familjen Rutelidae. Inga underarter finns listade i Catalogue of Life.